# 2. savezna liga SFRJ
2. savezna liga, Druga savezna liga (slovenski: Druga zvezna liga, makedonski: Втора сојузна лига, srpski: Друга савезна лига, albanski: Liga e Dytë te Jugosllavisë) je bila 2. rang natjecanja u nogometnom prvenstvu Jugoslavije.

## Format natjecanja
Tijekom godina mijenjala je svoj oblik i broj klubova. 
- 1946./47. – republičke lige
- 1947./48. – 1951. jedinstvena liga
- 1952. – republičke lige
- 1952./53. – međurepubličke lige
- 1953./54. – 1954./55. – jedinstvena liga
- 1955./56. – 1957./58. – 4 zone (ukupno 5 skupina)
- 1958./59. – 1967./68. – 2 skupine (Istok i Zapad)
- 1968./69. – 1972./73. – 4 skupine (Istok, Zapad, Sjever, Jug)
- 1973./74. – 1987./88. – 2 skupine (Istok i Zapad)
- 1988./89. – 1990./91. – jedinstvena liga

## 2. liga po sezonama
| Sezona                             | Skupina lige                                     | Prvoplasirani                                                        | Drugoplasirani                                                                     | Trećeplasirani                                                          | Ušli u 1. ligu |
| Republičke lige                    |                                                  |                                                                      |                                                                                    |                                                                         | |
| 1946./47.                          |                                                  | Torpedo Sarajevo                                                     | Sloga Novi Sad                                                                     | Metalac Zagreb, Dinamo Pančevo kao polufinalisti                        | Torpedo Sarajevo Vardar Skoplje ↓1 (ostao u 1. ligi nakon pobjede u doigravanju protiv Sloge Novi Sad)                                   |
| Jedinstvena liga                   |                                                  |                                                                      |                                                                                    |                                                                         | |
| 1947./48.                          |                                                  | Budućnost Titograd ↓2                                                | Sloga Novi Sad ↓3                                                                  | Naša krila Zemun                                                        | Naša krila Zemun, Budućnost Titograd, Sloga Novi Sad                                                                                     |
| 1948./49.                          |                                                  | Sarajevo                                                             | Mornar Split                                                                       | Spartak Subotica                                                        | Sarajevo, Spartak Subotica |
| 1950.                              |                                                  | Borac Zagreb                                                         | Napredak Kruševac                                                                  | Vojvodina Novi Sad                                                      | Vojvodina Novi Sad, Borac Zagreb, Mačva Šabac, Napredak Kruševac                                                                         |
| 1951.                              |                                                  | Vardar Skoplje                                                       | Rabotnički Skoplje                                                                 | Budućnost Titograd                                                      | Vardar Skoplje, Rabotnički Skoplje, Zagreb ↓4                                                                                            |
| Republičke lige                    |                                                  |                                                                      |                                                                                    |                                                                         | |
| 1952. ↓5                           | Hrvatska – Zapad Hrvatska – Jug                  | Kvarner Rijeka ↓6 Šibenik                                            | Pula Dubrovnik                                                                     | Lokomotiva Rijeka Zmaj Makarska                                         | Spartak Subotica Velež Mostar |
| Međurepubličke i republičke lige   |                                                  |                                                                      |                                                                                    |                                                                         | |
| 1952./53. ↓7                       | Hrvatsko-slovenska                               | Proleter Osijek ↓8                                                   | Odred Ljubljana ↓9                                                                 | Šibenik                                                                 | Proleter Osijek, Odred Ljubljana Radnički Beograd, Rabotnički Skoplje                                                                    |
| Jedinstvena liga                   |                                                  |                                                                      |                                                                                    |                                                                         | |
| 1953./54.                          |                                                  | Zagreb                                                               | Željezničar Sarajevo                                                               | Velež Mostar                                                            | Zagreb, Željezničar Sarajevo |
| 1954./55.                          |                                                  | Velež Mostar                                                         | Budućnost Titograd                                                                 | Metalac Zagreb                                                          | Velež Mostar, Budućnost Titograd |
| Zonske lige                        |                                                  |                                                                      |                                                                                    |                                                                         | |
| 1955./56.                          | I. zona II. A zona II. B zona III. zona IV. zona | Lokomotiva Zagreb Zenica ↓10 Lovćen Cetinje Borovo Vardar Skoplje    | Šibenik Borac Banja Luka Radnički Nikšić ↓11 Budućnost Valjevo Radnički Kragujevac | Odred Ljubljana Mladost Prijedor Arsenal Tivat Smederevo Sloga Kraljevo | Lokomotiva Zagreb Vardar Skoplje |
| 1956./57.                          | I. zona II. A zona II. B zona III. zona IV. zona | Split Željezničar Sarajevo Lovćen Cetinje Borovo Radnički Kragujevac | Šibenik Zenica Nikšić Proleter Zrenjanin Radnički Niš                              | Rijeka Borac Banja Luka Dubrovnik Proleter Osijek Sloga Kraljevo        | Split Željezničar Sarajevo |
| 1957./58.                          | I. zona II. A zona II. B zona III. zona IV. zona | Rijeka Sarajevo Nikšić Proleter Zrenjanin Napredak Kruševac          | Lokomotiva Zagreb Sloboda Tuzla Lovćen Cetinje Proleter Osijek Rabotnički Skoplje  | Trešnjevka Zagreb Zenica Arsenal Tivat Radnički Sombor Radnički Niš     | Rijeka Sarajevo |
| Skupine Istok i Zapad              |                                                  |                                                                      |                                                                                    |                                                                         | |
| 1958./59.                          | Istok Zapad                                      | OFK Beograd Sloboda Tuzla                                            | Spartak Subotica Lokomotiva Zagreb                                                 | Radnički Sombor Split                                                   | OFK Beograd Sloboda Tuzla |
| 1959./60.                          | Istok Zapad                                      | Vardar Skoplje Split                                                 | Novi Sad Trešnjevka Zagreb                                                         | Sutjeska Nikšić Borac Banja Luka                                        | Vardar Skoplje Split |
| 1960./61.                          | Istok Zapad                                      | Novi Sad Borac Banja Luka                                            | Budućnost Titograd Željezničar Sarajevo                                            | Radnički Sombor Trešnjevka Zagreb                                       | Novi Sad Borac Banja Luka |
| 1961./62.                          | Istok Zapad                                      | Budućnost Titograd Željezničar Sarajevo                              | Radnički Niš Sloboda Tuzla                                                         | Radnički Beograd Trešnjevka Zagreb                                      | Budućnost Titograd, Radnički Niš Željezničar Sarajevo, Sloboda Tuzla                                                                     |
| 1962./63.                          | Istok Zapad                                      | Vardar Skoplje Trešnjevka Zagreb                                     | Radnički Beograd Čelik Zenica                                                      | Trepča Kosovska Mitrovica Maribor                                       | Vardar Skoplje Trešnjevka Zagreb |
| 1963./64.                          | Istok Zapad                                      | Sutjeska Nikšić Zagreb                                               | Bor Maribor                                                                        | Radnički Beograd Borac Banja Luka                                       | Sutjeska Nikšić Zagreb |
| 1964./65.                          | Istok Zapad                                      | Radnički Beograd Olimpija Ljubljana                                  | Proleter Zrenjanin Sloboda Tuzla                                                   | Budućnost Titograd Maribor                                              | Radnički Beograd Olimpija Ljubljana |
| 1965./66.                          | Istok Zapad                                      | Sutjeska Nikšić Čelik Zenica                                         | Proleter Zrenjanin Sloboda Tuzla                                                   | Pobeda Prilep Borovo                                                    | Sutjeska Nikšić Čelik Zenica |
| 1966./67.                          | Istok Zapad                                      | Proleter Zrenjanin Maribor                                           | Priština Osijek                                                                    | Radnički Sombor Sloboda Tuzla                                           | Proleter Zrenjanin Maribor |
| 1967./68.                          | Istok Zapad                                      | Bor Čelik Zenica                                                     | Trepča Kosovska Mitrovica Sloboda Tuzla                                            | Sloga Kraljevo Osijek                                                   | Bor Čelik Zenica |
| Skupine Istok, Jug, Sjever i Zapad |                                                  |                                                                      |                                                                                    |                                                                         | |
| 1968./69.                          | Istok Jug Sjever Zapad                           | Radnički Kragujevac Budućnost Titograd Sloboda Tuzla Orijent Rijeka  | Trepča Kosovska Mitrovica Sutjeska Nikšić Crvenka Borac Banja Luka                 | Sloboda Užice ↓12 Bosna Sarajevo Osijek Varteks Varaždin                | Radnički Kragujevac Sloboda Tuzla |
| 1969./70.                          | Istok Jug Sjever Zapad                           | Sloga Kraljevo Sutjeska Nikšić Osijek Rijeka                         | Borac Čačak Budućnost Titograd Crvenka Borac Banja Luka                            | Priština Pofalićki Sarajevo Proleter Zrenjanin Rudar Ljubija Prijedor   | Crvenka Borac Banja Luka |
| 1970./71.                          | Istok Jug Sjever Zapad                           | Vardar Skoplje Sutjeska Nikšić Proleter Zrenjanin Rijeka             | Borac Čačak Budućnost Titograd Osijek Rudar Ljubija Prijedor                       | Pobeda Prilep Bosna Visoko Spartak Subotica Zagreb                      | Vardar Skoplje Sutjeska Nikšić |
| 1971./72.                          | Istok Jug Sjever Zapad                           | Bor Budućnost Titograd Spartak Subotica Rijeka                       | Priština Rudar Kakanj Crvenka Rudar Ljubija Prijedor                               | Napredak Kruševac GOŠK Dubrovnik Novi Sad Zagreb                        | Bor Spartak Subotica |
| 1972./73.                          | Istok Jug Sjever Zapad                           | Borac Čačak Budućnost Titograd Osijek Zagreb                         | Priština Famos Hrasnica Proleter Zrenjanin Maribor                                 | Šumadija Aranđelovac Igman Konjic Novi Sad Karlovac                     | Proleter Zrenjanin Zagreb |
| Skupine Istok i Zapad              |                                                  |                                                                      |                                                                                    |                                                                         | |
| 1973./74.                          | Istok Zapad                                      | Radnički Kragujevac Rijeka                                           | Borac Čačak Osijek                                                                 | Priština Kozara Bosanska Gradiška                                       | Radnički Kragujevac Rijeka |
| 1974./75.                          | Istok Zapad                                      | Budućnost Titograd Borac Banja Luka                                  | Sutjeska Nikšić Zagreb                                                             | Napredak Kruševac Novi Sad                                              | Budućnost Titograd Borac Banja Luka |
| 1975./76.                          | Istok Zapad                                      | Napredak Kruševac Zagreb                                             | Rad Beograd Osijek                                                                 | Radnički Pirot Novi Sad                                                 | Napredak Kruševac Zagreb |
| 1976./77.                          | Istok Zapad                                      | Trepča Kosovska Mitrovica ↓13 Osijek                                 | Vardar Skoplje Novi Sad                                                            | Radnički Pirot OFK Kikinda                                              | Trepča Kosovska Mitrovica Osijek |
| 1977./78.                          | Istok Zapad                                      | Napredak Kruševac Željezničar Sarajevo                               | Teteks Tetovo Proleter Zrenjanin                                                   | Vardar Skoplje OFK Kikinda                                              | Napredak Kruševac Željezničar Sarajevo                                                                                                   |
| 1978./79.                          | Istok Zapad                                      | Vardar Skoplje Čelik Zenica                                          | Trepča Kosovska Mitrovica Maribor                                                  | Radnički Kragujevac Novi Sad                                            | Vardar Skoplje Čelik Zenica |
| 1979./80.                          | Istok Zapad                                      | OFK Beograd Zagreb                                                   | Radnički Kragujevac Dinamo Vinkovci ↓14                                            | Bor Spartak Subotica                                                    | OFK Beograd Zagreb |
| 1980./81.                          | Istok Zapad                                      | Teteks Tetovo Osijek                                                 | Galenika Zemun Iskra Bugojno                                                       | Rad Beograd Dinamo Vinkovci                                             | Teteks Tetovo Osijek |
| 1981./82.                          | Istok Zapad                                      | Galenika Zemun Dinamo Vinkovci                                       | Trepča Kosovska Mitrovica Spartak Subotica                                         | Timok Zaječar Čelik Zenica                                              | Galenika Zemun Dinamo Vinkovci |
| 1982./83.                          | Istok Zapad                                      | Priština Čelik Zenica                                                | Sutjeska Nikšić Iskra Bugojno                                                      | Teteks Tetovo Jedinstvo Brčko                                           | Priština Čelik Zenica |
| 1983./84.                          | Istok Zapad                                      | Sutjeska Nikšić Iskra Bugojno                                        | OFK Beograd Spartak Subotica                                                       | Pelister Bitola Proleter Zrenjanin                                      | Sutjeska Nikšić Iskra Bugojno |
| 1984./85.                          | Istok Zapad                                      | OFK Beograd Čelik Zenica                                             | Novi Pazar Šibenik                                                                 | Pelister Bitola Spartak Subotica                                        | OFK Beograd Čelik Zenica |
| 1985./86.                          | Istok Zapad                                      | Radnički Niš Spartak Subotica                                        | Rad Beograd Iskra Bugojno                                                          | Radnički Kragujevac Leotar Trebinje                                     | Radnički Niš Spartak Subotica |
| 1986./87.                          | Istok Zapad                                      | Rad Beograd Vojvodina Novi Sad                                       | OFK Beograd Novi Sad                                                               | Novi Pazar OFK Kikinda                                                  | Rad Beograd Vojvodina Novi Sad |
| 1987./88.                          | Istok Zapad                                      | Napredak Kruševac Spartak Subotica                                   | OFK Beograd GOŠK Jug Dubrovnik ↓15                                                 | Pelister Bitola Dinamo Vinkovci                                         | Napredak Kruševac Spartak Subotica |
| Jedinstvena 2. liga                |                                                  |                                                                      |                                                                                    |                                                                         | |
| 1988./89.                          |                                                  | Olimpija Ljubljana                                                   | Borac Banja Luka                                                                   | Proleter Zrenjanin                                                      | Olimpija Ljubljana, Borac Banja Luka |
| 1989./90.                          |                                                  | Zemun                                                                | Proleter Zrenjanin                                                                 | Sutjeska Nikšić                                                         | Zemun, Proleter Zrenjanin |
| 1990./91.                          |                                                  | Vardar Skoplje                                                       | Zagreb                                                                             | OFK Beograd                                                             | Vardar Skoplje, OFK Beograd, Sutjeska Nikšić, Pelister Bitola (SRJ) Zagreb, Šibenik, Cibalia Vinkovci, GOŠK Jug Dubrovnik ↓16 (Hrvatska) |

## Poveznice
- Prvenstvo Jugoslavije u nogometu
- 3. ligaški rang

## Napomene
1. ↑1 U biti nastao 1947. godine spajanjem prvoligaškog kluba Pobeda Skoplje i drugoligaša Makedonija
2. ↑2 Podgorica se tada zvala Titograd
3. ↑3 Današnja Vojvodina
4. ↑4 Zagreb je tu sezonu završio na 13. mjestu u 2. ligi, ali se spojio s prvoligašem Borcem koji je preuzeo Zagrebove boje i tradiciju, a istodobno je Borac nastavio s djelovanjem iz najniže lige
5. ↑5 Poznata tablica i poredak samo za Hrvatsku ligu – Zapad te za Hrvatsku ligu – Jug (u literaturi se spominje kao Prvenstvo Dalmacije
6. ↑6 Današnja Rijeka
7. ↑7 Poznata samo tablica za Hrvatsko-slovensku ligu
8. ↑8 Današnji Osijek
9. ↑9 Kasnije Olimpija
10. ↑10 Današnji Čelik
11. ↑11 Današnji Nikšić
12. ↑12 Užice su se tada zvale Titovo Užice
13. ↑13 Kosovska Mitrovica se tada zvala Titova Mitrovica
14. ↑14 Današnja Cibalia
15. ↑15 GOŠK Jug je nastao 1978. ujedinjenjem dubrovačkih klubova GOŠK-a i Juga (bivšeg Dubrovnika). Danas se smatra da je njegov nasljednik klub Dubrovnik 1919
16. ↑17 Promijenio ime u Dubrovnik

## Vanjske poveznice
- (engl.) All-time ljestvica 2. lige (1947. – 1992.), na rsssf.com Ne uključuje sezone 1946./47., 1952., 1952./53. i zonske lige 1955./56. – 1957./58., ali uključuje i sezonu 1991./92.